# レオガン
レオガン（フランス語: Léogâne、ハイチ語: Leyogàn）はハイチの都市である。西県レヨガーヌ郡にあり、レヨガーヌ郡の郡庁所在地である。沿岸部にある都市で、ハイチの首都ポルトープランスから西29kmに位置する。人口は約20万人（2015年推計）。